# Der Antiquar von Straßburg
Der Antiquar von Straßburg ist ein im Weltkriegsjahr 1917 vor Ort im Elsass gedrehtes, deutsches Stummfilmdrama mit propagandistischen Untertönen. In den Hauptrollen spielen Bruno Eichgrün, Edith Meller und Ludwig Hartau in der Titelrolle.

## Handlung
Der Film handelt vom emotionalen Widerstreit in elsässischen Familien, ob man sich nun Deutschland oder Frankreich zugehörig fühlt. Der deutsche Geschichtsprofessor Hubert Schwab wird eines Tages während des Krieges im Haus des Straßburger Antiquars Schneider einquartiert. Dort lernt er die elsässische Familie Häsli kennen. Die verwitwete Frau Häsli, ihr Sohn Viktor und ihre Tochter Claire sind auf die zackigen Preußen-Deutschen im Allgemeinen äußerst schlecht zu sprechen, und so kommt es bald zu einem historischen Disput zwischen ihnen und dem Gast. Doch der belesene und gelehrte Historiker Schwab vermag die Elsässer von der Richtigkeit der Zugehörigkeit dieses Reichslandes zu Deutschland überzeugen. Ganz en passant verlobt sich Claire als Folge ihrer neu gewonnenen Erkenntnisse mit dem professoralen Hausgast.

## Produktionsnotizen
Der Antiquar von Straßburg entstand im Dezember 1917 in Straßburg und Sessenheim (Außenaufnahmen) sowie im Luna-Film-Atelier in Berlins Friedrichstraße 224 und passierte die Filmzensur im Januar 1918. Die Uraufführung erfolgt am 5. März 1918 im Berliner Tauentzienpalast. In Wien konnte man den Streifen exakt einen Monat später sehen. Der fünfaktige Film war in der deutschen Fassung rund 1600 Meter lang, in der österreichischen etwa 1480 Meter. Für die Aufnahmen im Elsass hatten sich mehrere Hundert freiwillige Statisten zur Verfügung gestellt.
Der Antiquar von Straßburg ist ein seltenes Beispiel für den deutschen Propagandafilm in der Spätphase des Ersten Weltkriegs, mit dem das Deutschtum in Elsass-Lothringen untermauert und der Besitzanspruch dieses Landesteils für das Deutsche Reich unterstrichen werden wollte.
Die Filmbauten schuf Rochus Gliese.